# La Plus Précieuse des marchandises
La Plus Précieuse des marchandises é um filme de animação francês-belga de 2024, do gênero drama, dirigido por Michel Hazanavicius e com roteiro de Jean-Claude Grumberg e Hazanavicius. O filme é uma adaptação do romance homônimo de Grumberg de 2019.
O filme foi selecionado para competir pela Palma de Ouro no 77º Festival de Cinema de Cannes, onde estreou em 24 de maio de 2024.

## Trama
A história é centrada em uma menina judia sobrevivente do Holocausto cujo pai a joga de um trem em movimento a caminho de Auschwitz e acaba sendo encontrada por um lenhador e sua família.

## Elenco
- Jean-Louis Trintignant como o narrador
- Grégory Gadebois como Lenhador
- Denis Podalydès como O Homem com o Rosto Quebrado
- Dominique Blanc como A Esposa

## Produção
Hazanavicius embarcou no projeto em 2019, mas a pandemia de COVID-19 o interrompeu, permitindo-lhe filmar o filme de comédia zumbi de 2022, Coupez !, nesse ínterim.
Inicialmente anunciado para a voz do Lenhador, Gérard Depardieu foi finalmente retirado do elenco, por mútuo acordo entre a produção e o ator, após as acusações de estupro e agressão sexual do ator. Ele foi substituído por Grégory Gadebois.
O filme conta com narração de Jean-Louis Trintignant no que seria seu último papel no cinema, com a narração sendo gravada antes de sua morte em junho de 2022.

## Lançamento
O filme foi selecionado para competir pela Palma de Ouro no 77º Festival de Cinema de Cannes, onde teve sua estreia mundial em 24 de maio de 2024. Também foi o filme de abertura do Festival Internacional de Cinema de Animação de Annecy de 2024. O StudioCanal deve distribuir o filme na França em 20 de novembro de 2024.

## Recepção

### Resposta crítica
No site agregador de críticas Rotten Tomatoes, 60% das avaliações de 10 críticos são positivas, com uma classificação média de 6,3/10. O Metacritic, que usa uma média ponderada, atribuiu ao filme uma pontuação de 57 em 100, com base em 4 críticos, indicando avaliações "mistas ou médias".

### Accolades
| Associações        | Data da cerimônia  | Categoria     | Nomeações           | Resultado |
| ------------------ | ------------------ | ------------- | ------------------- | --------- |
| Festival de Cannes | 25 de maio de 2024 | Palma de Ouro | Michel Hazanavicius | Indicado  |